# Boris Melnik
Pour les articles homonymes, voir Melnik.
Boris Melnik, né le 2 février 1945 et mort le 24 novembre 2016, est un tireur sportif soviétique.

## Palmarès

### Jeux olympiques d'été
- Jeux olympiques d'été de 1972 de Munich
  -  Médaille d'argent en carabine libre[2]